# Galium hierosolymitanum
Galium hierosolymitanum är en måreväxtart som beskrevs av Carl von Linné. Galium hierosolymitanum ingår i släktet måror, och familjen måreväxter. Inga underarter finns listade i Catalogue of Life.